# Taxeotis egenata
Taxeotis egenata är en fjärilsart som beskrevs av Walker 1861. Taxeotis egenata ingår i släktet Taxeotis och familjen mätare. Inga underarter finns listade i Catalogue of Life.